# Hárslevél-sátorosmoly
A hárslevél-sátorosmoly (Phyllonorycter issikii) a valódi lepkék (Glossata) közé sorolt keskenyszárnyú molylepkefélék (Gracillariidae) családjának egyik, Magyarországon is élő faja.

## Elterjedése, élőhelye
Valószínűleg Japánból hurcolták át a kontinensre. Közép-Európába északkelet felől érkezett: Szlovákiában, Csehországban és Lengyelországban 1996–1999 között jelezték felbukkanását. Hazánkban 2002-ben jelent meg. 2003-ban még csak Észak-Magyarországon terjedt el és a Dunántúl déli részén tűnt fel néhány folton. Egy évvel később már szinte az egész Dunántúlon kimutatták.

## Megjelenése
Szárnyai kávébarnák, világosabb mintázattal. A szárny fesztávolsága 6–8 mm.

## Életmódja
A hernyó tápnövényei a hárs (Tilia) fajai:
- kislevelű hárs (T. cordata) – ez a fő tápláléknövény,
- nagylevelű hárs (T. platyphyllos)
- ezüst hárs (T. argentea),
- mongol hárs (T. mongolica),
- stb.

A hernyó ovális foltaknáját szinte mindig két oldalér közé rágja (ritkán a levélcsúcsban, a levél fonákján). A hernyó a piszkosfehér aknában bábozódik be. Egy évben vagy egy elnyújtott nemzedéke kel ki, vagy két rövidebb, azaz aknáit július és szeptember között találhatjuk meg.

## Külső hivatkozások
- Mészáros Zoltán – Szabóky Csaba: A magyarországi molylepkék gyakorlati albuma. Budapest: Agroinform. 2005.  arch Hozzáférés: 2018. április 6. (PDF)